# Li Nina
Li Nina (n. 10 ianuarie 1983, Benxi⁠(d), Republica Populară Chineză) este o sportivă ce a reprezentat Republica Populară Chineză, medaliată olimpică. A participat la 3 ediții ale Jocurilor Olimpice (2006, 2010, 2014) în care a câștigat două medalii de argint.